# سیزده روح
سیزده روح (به انگلیسی: 13 Ghosts) عنوان فیلمی آمریکایی با ژانر ترسناک به کارگردانی ویلیام کسل محصول سال ۱۹۶۰میلادی است.
فیلم سیزده روح محصول ۲۰۰۱ بازسازی این فیلم است.